# Zhalinghu
Zhalinghu (Gyaring Hu) är en sjö i provinsen Qinghai i västra Kina som har en area på 526 km². Sjön ligger högt belägen, 4 292 meter över havet, och är även en av Gula flodens källsjöar. Vattnet är klart och har ett rikt fiskliv. Det största djupet är 13,1 meter.